# Krithe reniformis
Krithe reniformis är en kräftdjursart. Krithe reniformis ingår i släktet Krithe och familjen Krithidae. Inga underarter finns listade i Catalogue of Life.